# Nersia pudica
Nersia pudica är en insektsart som beskrevs av Stsl 1862. Nersia pudica ingår i släktet Nersia och familjen Dictyopharidae. Inga underarter finns listade i Catalogue of Life.